# Obwód Dzisna Armii Krajowej
Obwód Dzisna – jednostka terytorialna Związku Walki Zbrojnej, potem Armii Krajowej.
Obwód wchodziła w skład Inspektoratu C okręgu wileńskiego AK. Swoim zasięgiem obejmował powiat postawski. Komendantem był mgr Zenon Gajewski.
W obwodzie działały ośrodki dywersyjno rozpoznawcze w miastach Głębokie, Dzisna i Szarkowszczyzna.